# إعلان لندن للسلام العالمي ومقاومة التطرف 2011
إعلان لندن للسلام العالمي ومقاومة التطرف 2011 في 24 سبتمبر 2011 نظمت منهاج القرآن الدولية «مؤتمر السلام من أجل الإنسانية» في ويمبلي أرينا بلندن، حيث أعلن الحاضرون البالغ عددهم 12.000 شخص، تحت رعاية العالم الإسلامي الباكستاني محمد طاهر القادري عن إعلان عالمي يندد بالعنصرية، والتعصب بين الأديان والتطرف والإرهاب.
كتب الاستراتيجي في منهاج القرآن جويل هايوارد نص الإعلان عن القادري وكان ثاني موقع رسمي له بعد القادري نفسه. ثم وقعها كبار قادة ووجهاء جامعة الأزهر قبل أن يفتحها منهاج القرآن عبر الإنترنت للتوقيع العام. يهدفون إلى الحصول على مليون توقيع في غضون عام.
يُقصد بإعلان لندن للسلام العالمي والمقاومة ضد التطرف أن يكون وثيقة بين الأديان تدين بشكل قاطع كل التطرف والإرهاب، "لأن في قلب جميع الأديان الإيمان بقداسة أرواح الأبرياء". ويضيف الإعلان: "إن الطبيعة العشوائية للإرهاب، الذي قتل في السنوات الأخيرة عددًا أكبر بكثير من المدنيين وغيرهم من غير المقاتلين أكثر من عدد المقاتلين فيه، هو أمر غير إسلامي وغير يهودي وغير مسيحي ويتعارض بالفعل مع التعاليم الصحيحة من جميع الأديان". إعلان لندن أيضًا يدين بشكل قاطع معاداة السامية (بما في ذلك في بعض الأحيان عندما يتم ارتداء ملابس مخادعة على أنها معاداة للصهيونية)، وكراهية الإسلام (بما في ذلك عندما يتم تصويرها في بعض الأحيان بشكل مخادع على أنها وطنية)، وجميع الأشكال الأخرى من العنصرية وكراهية الأجانب".